# Pteronymia tamina
Pteronymia tamina är en fjärilsart som beskrevs av Richard Haensch 1909. Pteronymia tamina ingår i släktet Pteronymia och familjen praktfjärilar. Inga underarter finns listade.